# Vendôme (métro de Montréal)
Vendôme est une station de la ligne orange du métro de Montréal située dans le quartier Notre-Dame-de-Grâce à proximité de la ville de Westmount. Elle est connectée au réseau de trains de banlieue d'Exo via la gare Vendôme.

## Origine du nom[3]
Le nom de la station fait écho à l’avenue de Vendôme nommée ainsi après l’intégration en 1910 de la ville de Notre-Dame-de-Grâce à Montréal. Les raisons qui ont poussé à l'adoption du nom de l'avenue sont incertaines ; il est probable que l'objectif était de rappeler l’un ou l’ensemble des ducs de Vendôme, qui jouèrent un rôle important dans l'Histoire de France. La station s'est brièvement appelée Station de Vendôme entre mai et novembre 2014, avant que la Société de transport de Montréal ne revienne sur sa décision,.

## Lignes d'autobus
|     | Service de jour |
| 17  | Décarie         |
| 38  | De l'Église     |
| 90  | Saint-Jacques   |
| 102 | Somerled        |
| 104 | Cavendish       |
| 105 | Sherbrooke      |
| 124 | Victoria        |

|     | Service de nuit |
| 371 | Décarie         |

## Trains de banlieue d'Exo
Une correspondance est possible avec les lignes Vaudreuil–Hudson, Saint-Jérôme et Candiac par la gare Vendôme.

## Édicules

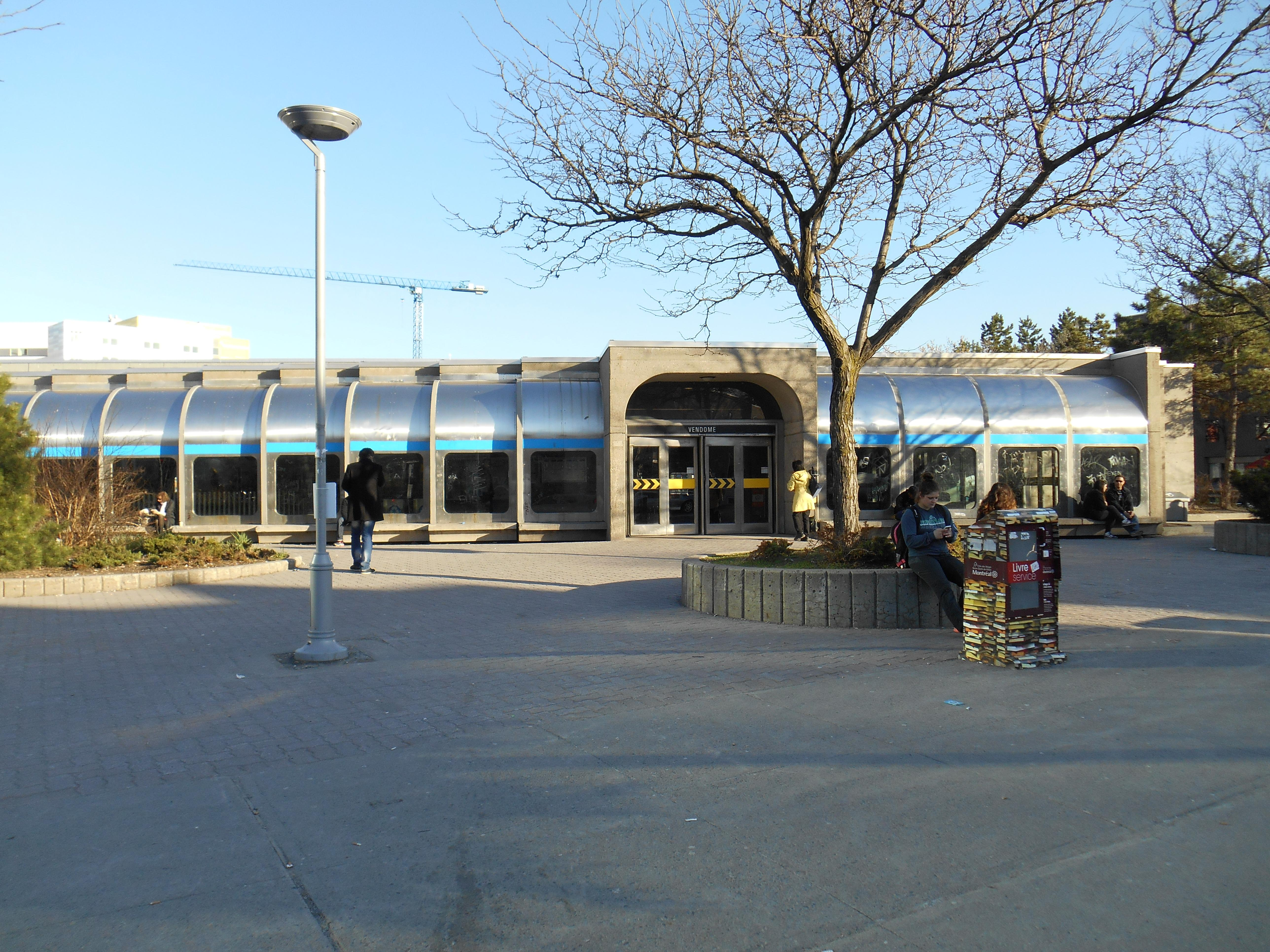
L'édicule originel.

Édicule A: 5160, boul. De Maisonneuve Ouest
Édicule B: 5140, boul. De Maisonneuve Ouest
L'édicule A comporte cinq sorties: quatre vers une boucle d'autobus et une vers la rue de Maisonneuve. Une dernière sortie secondaire existe qui relis la station de métro à la Gare Vendôme. Une station de BIXI, un système de vélo en libre-service se trouve à proximité.
L'édicule B comporte une seule sortie vers la rue de Maisonneuve. Il existe des tunnels avec des sorties secondaire vers le Brunswick Medical Centre et le Centre Universitaire de Santé McGill. Cet édicule comporte un ascenseur pour les personnes à mobilité réduite.

## Principales intersections à proximité
- boul. de Maisonneuve / av. de Vendôme

## Centres d'intérêt à proximité
- Centre Saint-Raymond
- Complexe de santé Reine Elizabeth
- Centre universitaire de santé McGill (CUSM)

## Construction d'un deuxième édicule
En 2015, le ministre des Transports annonce le projet de construction d'un deuxième édicule situé à l'est de l'édicule actuel, visant à rendre la station de métro ainsi que sa connexion à la gare et au complexe hospitalier du CUSM accessibles aux personnes à mobilité réduite. Le nouvel édicule et lien souterrain ont été ouverts le 31 mai 2021.   
L'édicule relie le CUSM au boulevard De Maisonneuve, à la station de métro et à la gare, et comprend cinq ascenseurs. Il comprend également une nouvelle œuvre d'art signée Patrick Bernatchez.  